# Piotr Bieriestow
Piotr Filippowicz Bieriestow (ros. Пётр Филиппович Берестов, ur. 9 grudnia?/21 grudnia 1898 we wsi Bieriestowo w guberni wiackiej (obecnie w Udmurcji), zm. 26 listopada 1961 w Zaporożu) – radziecki generał major, Bohater Związku Radzieckiego (1945).

## Życiorys
Urodził się w rodzinie chłopskiej. Pracował jako robotnik rolny, w lutym 1917 został powołany do rosyjskiej armii, służył jako podoficer w guberni symbirskiej, w lutym 1918 zdemobilizowany. W listopadzie 1918 został powołany do Armii Czerwonej, służył w pułku w Głazowie, od grudnia 1918 brał udział w walkach wojny domowej z Kołczakiem na Froncie Wschodnim, 1919–1920 uczył się na kursach piechoty czerwonych dowódców w Kazaniu i potem został dowódcą kompanii. Uczestniczył w wojnie z Polską 1920, w 1921 skończył kursy dowódców batalionów w Witebsku, a w 1924 Wyższą Szkołę Wychowania Fizycznego, w grudniu 1939 został dowódcą pułku. Walczył w wojnie z Finlandią 1939–1940, był ranny 28 lutego 1940, później szkolił się na kursach „Wystrieł”. Po ataku Niemiec na ZSRR został dowódcą pułku pospolitego ruszenia rejonu lenińskiego Moskwy, później 1281 pułku 60 Dywizji Piechoty, z którym brał udział w walkach pod Jelnią i Spas-Diemieńskiem, później dowodził 82 Dywizją 5 Armii, w 1942 został członkiem WKP(b). 10 kwietnia 1942 objął dowództwo 331 Dywizji Piechoty, którą dowodził do końca wojny, 1 września 1943 otrzymał stopień generała majora, walczył w bitwie pod Moskwą i operacjach w obwodzie smoleńskim, uczestniczył w forsowaniu Berezyny, wyzwalaniu Białorusi i Polski i zajmowaniu Prus Wschodnich w składzie 31 Armii 3 Frontu Białoruskiego, następnie wraz z dywizją został przeniesiony na 1 Front Ukraiński i wziął udział w operacji praskiej i zdobywaniu miasta Görlitz i innych niemieckich miast. Po wojnie dowodził 72 Dywizją Piechoty Gwardii w Centralnej Grupie Wojsk (Węgry), później w Kijowskim Okręgu Wojskowym, od stycznia do grudnia 1947 dowodził dywizją w Odeskim Okręgu Wojskowym, od grudnia 1948 do października 1953 dowodził brygadą, a od października 1953 do grudnia 1955 dywizją w Taurydzkim Okręgu Wojskowym, następnie został zwolniony do rezerwy.

## Odznaczenia
- Złota Gwiazda Bohatera Związku Radzieckiego (27 czerwca 1945)
- Order Lenina (dwukrotnie)
- Order Czerwonego Sztandaru (czterokrotnie)
- Order Suworowa II klasy
- Order Kutuzowa II klasy
- Order Bohdana Chmielnickiego II klasy

I medale.